# 全日本2歳優駿
全日本2歳優駿（ぜんにっぽんにさいゆうしゅん）は、神奈川県川崎競馬組合が川崎競馬場で施行する地方競馬の重賞競走（ダートグレード競走、JpnI）である。
農林水産大臣より寄贈賞が提供されており、正式名称は「農林水産大臣賞典 全日本2歳優駿」と表記される。
副賞は、農林水産大臣賞、川崎市長賞、日本中央競馬会理事長賞、日本馬主協会連合会長奨励賞、日本地方競馬馬主振興協会会長賞、地方競馬全国協会理事賞、神奈川県馬主協会会長賞、チャーチルダウンズ競馬場賞、よみうりランド賞、管理者賞（2024年）。

## 概要
1950年に「全日本三才優駿」の名称で創設され、第1回は川崎競馬場のダート1200mで施行された。1988年より「全日本3歳優駿」に改称、2001年に競走馬年齢（馬齢）を国際基準に合わせた事に伴い「全日本2歳優駿」に改称した。現存する地方競馬の重賞競走では最も歴史が長い。
第1回に限り中央競馬（日本中央競馬会）から競走馬を招待して行われたが、第2回（1951年）以降は南関東地区の2歳（旧3歳）チャンプ決定戦として位置付けられダート1400mに延長、更に1956年にはダート1500m、1959年に現在のダート1600mで施行されるようになった。1985年には地方全国交流競走に指定され、南関東地区だけではない名実共に全日本の地方競馬の2歳（旧3歳）チャンピオン決定戦として位置付けられた。1997年には中央・地方全国指定交流競走に指定され中央競馬所属馬に再び門戸が開かれ、前年から制度化されていたダートグレード競走のGII（統一GII）に格付けされた。2002年にはダートグレード競走のGI（統一GI）に昇格、名実共に日本の2歳ダート最強馬決定戦として位置付けされた。
2017年より、前年に創設された日本馬を対象としたケンタッキーダービー（G1）出走馬選定ポイントシリーズ「JAPAN ROAD TO THE KENTUCKY DERBY」の対象競走に指定され、サブタイトルに「めざせ!ケンタッキー」が付与され、2018年からは国際競走として施行されることになった。また国際格付け上の扱いも、2017年の時点では「LR」（出走資格に制限のあるリステッド競走）であったものが2018年の時点では「L」（出走資格に制限のないリステッド競走）となっている。国際格付けでのグレード格付けは未取得。
古くはネンタカラ（中央競馬に移籍後はゴールデンウエーブ）、ダイゴホマレの2頭の東京優駿優勝馬に始まり天皇賞（春）優勝馬のオンスロート、ヒカルタカイ、東京大賞典優勝馬スピードパーシアなどが優勝。1990年代以降も中央競馬のアグネスワールド・アグネスデジタル・ユートピア・スーニ・ルヴァンスレーヴ・フォーエバーヤング、地方競馬のトーシンブリザード・フリオーソら、のちに日本や世界で活躍する馬を多数輩出している。

## 競走条件・賞金（2024年）
出走資格
サラブレッド系2歳、中央・地方選定馬
負担重量
定量（56kg、牝馬55kg、南半球産3kg減）
賞金額
1着4,200万円、2着1,470万円、3着840万円、4着420万円、5着210万円、着外手当25万円。

### 優先出走権
以下の競走で所定の成績を挙げた地方競馬所属馬に、本競走の優先出走権が付与される。
| 競走名                 | 格     | 競馬場     | 距離        | 成績条件 |
| ---------------------- | ------ | ---------- | ----------- | -------- |
| 鎌倉記念               | SII    | 川崎競馬場 | ダート1600m | 1着      |
| 平和賞                 | SIII   | 船橋競馬場 | ダート1600m | 1着      |
| ハイセイコー記念       | SI     | 大井競馬場 | ダート1600m | 1着      |
| JBC2歳優駿             | JpnIII | 門別競馬場 | ダート1800m | 1着      |
| 兵庫ジュニアグランプリ | JpnII  | 園田競馬場 | ダート1400m | 1着      |

上記のほか、ダートグレード競走の2着以内馬は指定馬として選定対象になる。

## 歴史
- 1950年 - 川崎競馬場のダート1200mの2歳（旧3歳）限定の重賞競走「全日本三才優駿」として創設。
- 1951年 - 距離をダート1400mに変更。
- 1956年 - 距離をダート1500mに変更。
- 1959年
  - 距離をダート1600mに変更。
  - この年の9月1日から日本競馬の時計表示が変更になったのに伴い、時計が1/5秒表示から1/10秒表示に変更。
- 1985年 - 地方全国交流競走に指定。
- 1988年 - 名称を「全日本3歳優駿」に変更。
- 1997年
  - 中央・地方全国指定交流競走に指定。
  - ダート競走格付け委員会から、GII（統一GII）に格付けされる。
- 2001年
  - 馬齢表示の国際基準への変更に伴い、出走資格が「3歳」から「2歳」に変更。
  - 名称を「全日本2歳優駿」に変更。
- 2002年 - ダート競走格付け委員会により、GI（統一GI）に昇格。
- 2005年 - 負担重量が牡馬54kg・牝馬53kgから牡馬55kg・牝馬54kgに変更。
- 2007年 - 日本のパートI国昇格に伴い、格付表記をJpnIに変更。
- 2017年 - 「JAPAN ROAD TO THE KENTUCKY DERBY」の対象競走に指定。
- 2018年 - 国際交流競走となる[10]。国際格付けも「LR」（出走資格に制限のあるリステッド競走）から「L」（出走資格に制限のないリステッド競走）に変更[7][8]。
- 2021年 - 2歳チャンピオンシリーズの対象競走に指定される（2022年まで）。
- 2023年
  - 未来優駿の対象競走に指定される。
  - 負担重量が56kg、牝馬55kgに変更。

### 歴代優勝馬
馬齢は2000年以前も現表記を用いる。
全て川崎競馬場のダートコースでの施行。
| 回数   | 施行日         | 距離  | 優勝馬             | 性齢 | 所属   | タイム   | 優勝騎手   | 管理調教師   | 馬主                                 |
| ------ | -------------- | ----- | ------------------ | ---- | ------ | -------- | ---------- | ------------ | ------------------------------------ |
| 第1回  | 1950年8月13日  | 1200m | サチフサ           | 牡2  | 大井   | 1:22 2/5 | 大山末治   | 大山末治     | 小倉極之助                           |
| 第2回  | 1951年11月4日  | 1400m | シンタカラ         | 牡2  | 大井   | 1:22 2/5 | 勝又衛     | 小林元治     | 川俣欣也                             |
| 第3回  | 1952年9月30日  | 1400m | ローズバツト       | 牝2  | 大井   | 1:31 1/5 | 須田茂     | 大山末治     | 平野高次郎                           |
| 第4回  | 1953年11月6日  | 1400m | ネンタカラ         | 牡2  | 大井   | 1:30 2/5 | 遠間波満行 | 小林元治     | 川俣欣也                             |
| 第5回  | 1954年12月1日  | 1400m | タジマオー         | 牡2  | 川崎   | 1:31 1/5 | 井上宥蔵   | 井上宥蔵     | 田島将光                             |
| 第6回  | 1955年11月23日 | 1400m | カブト             | 牡2  | 大井   | 1:31 4/5 | 長沢忠夫   | 大山末治     | 新本秀吉                             |
| 第7回  | 1956年11月15日 | 1500m | エイシヨウ         | 牝2  | 大井   | 1:38 0/5 | 須田茂     | 関口三治     | 鈴木績                               |
| 第8回  | 1957年11月18日 | 1500m | ダイゴホマレ       | 牡2  | 大井   | 1:36 0/5 | 小筆昌     | 天間三之助   | 醍醐幸右衛門                         |
| 第9回  | 1958年11月20日 | 1500m | カチススム         | 牡2  | 大井   | 1:38 0/5 | 内田秋造   | 秋谷元次     | 藤田義男                             |
| 第10回 | 1959年11月20日 | 1600m | オンスロート       | 牡2  | 大井   | 1:41.4   | 赤間清松   | 田中九兵衛   | 三輪野憲治                           |
| 第11回 | 1960年12月6日  | 1600m | ユキロウ           | 牡2  | 大井   | 1:43.8   | 古野重孝   | 栗田武       | 堀場勝                               |
| 第12回 | 1961年11月21日 | 1600m | セルコール         | 牡2  | 船橋   | 1:45.9   | 須田茂     | 出川己代造   | 安達保多                             |
| 第13回 | 1962年12月1日  | 1600m | テルチカラ         | 牡2  | 大井   | 1:44.5   | 高岩隆     | 森田正一     | 塚越昭                               |
| 第14回 | 1963年12月11日 | 1600m | ハロユウ           | 牡2  | 大井   | 1:43.7   | 宮下哲朗   | 伊藤正美     | 青野保                               |
| 第15回 | 1964年11月18日 | 1600m | タマノニシキ       | 牝2  | 大井   | 1:43.6   | 佐々木竹見 | 大南栄蔵     | 宇野智子                             |
| 第16回 | 1965年11月24日 | 1600m | ニユーサカエ       | 牡2  | 大井   | 1:41.7   | 小筆昌     | 平野金一     | 青木福次郎                           |
| 第17回 | 1966年11月30日 | 1600m | ヒカルタカイ       | 牡2  | 大井   | 1:42.6   | 竹山隆     | 鏑木文一郎   | 高井正子                             |
| 第18回 | 1967年11月15日 | 1600m | バトラー           | 牡2  | 大井   | 1:43.6   | 福永二三雄 | 荒井貢       | 只木清太郎                           |
| 第19回 | 1968年12月26日 | 1600m | トウシユン         | 牡2  | 船橋   | 1:41.8   | 渥美忠男   | 出川己代造   | 中井美恵子                           |
| 第20回 | 1969年12月18日 | 1600m | タマプチー         | 牡2  | 大井   | 1:42.3   | 赤間清松   | 竹内美喜男   | 花田まさ                             |
| 第21回 | 1970年12月10日 | 1600m | タニノカツヒメ     | 牝2  | 船橋   | 1:40.5   | 宮下紀英   | 岡林喜和     | 谷中勇                               |
| 第22回 | 1971年12月10日 | 1600m | ヤシマスウパー     | 牡2  | 船橋   | 1:41.6   | 内野健二   | 木村万吉     | 石塚昌男                             |
| 第23回 | 1972年12月20日 | 1600m | チヤイナホープ     | 牡2  | 船橋   | 1:41.9   | 川島正行   | 矢熊壽       | 岡田久夫                             |
| 第24回 | 1973年12月5日  | 1600m | スピードパーシア   | 牡2  | 船橋   | 1:41.0   | 内野健二   | 及川六郎     | 佐藤興業（株）                       |
| 第25回 | 1974年12月11日 | 1600m | シタヤロープ       | 牡2  | 船橋   | 1:40.8   | 佐々木竹見 | 江口勇       | 高氏茂二                             |
| 第26回 | 1975年12月11日 | 1600m | カツフアーム       | 牡2  | 大井   | 1:41.3   | 高橋三郎   | 秋谷元次     | 栗林友二                             |
| 第27回 | 1976年12月10日 | 1600m | カシキユネ         | 牡2  | 浦和   | 1:42.3   | 本間茂     | 中島正治     | （株）ルイスクラブ                   |
| 第28回 | 1977年12月8日  | 1600m | ヒダカホーリユウ   | 牡2  | 船橋   | 1:41.2   | 岡島茂     | 谷口源吾     | 戸部洋                               |
| 第29回 | 1978年12月14日 | 1600m | マイリマンド       | 牡2  | 大井   | 1:40.5   | 高橋三郎   | 菊池千秋     | 古川一男                             |
| 第30回 | 1979年12月20日 | 1600m | スーパーヤマト     | 牡2  | 船橋   | 1:40.3   | 桑島孝春   | 米山仲司     | 秋元重弘                             |
| 第31回 | 1980年12月17日 | 1600m | シゲノカマダ       | 牡2  | 船橋   | 1:41.4   | 佐藤隆     | 吉田馨       | 鎌田管仲                             |
| 第32回 | 1981年12月16日 | 1600m | ヒノデスター       | 牡2  | 船橋   | 1:42.8   | 桑島孝春   | 栗原清       | 吉種実                               |
| 第33回 | 1982年12月20日 | 1600m | ヨネタロウ         | 牡2  | 川崎   | 1:42.5   | 本間茂     | 高橋久志     | 田所国丈                             |
| 第34回 | 1983年12月23日 | 1600m | ヨシマサボーイ     | 牡2  | 船橋   | 1:42.8   | 石崎隆之   | 出川己代造   | 吉田昌子                             |
| 第35回 | 1984年12月19日 | 1600m | ロングタイシヨー   | 牡2  | 川崎   | 1:42.7   | 佐々木竹見 | 八木弘       | 笠原英政                             |
| 第36回 | 1985年12月25日 | 1600m | ミハマシヤーク     | 牡2  | 川崎   | 1:42.5   | 山崎尋美   | 鈴木敏一     | 関明夫                               |
| 第37回 | 1986年12月29日 | 1600m | ダイカツラモーヌ   | 牝2  | 浦和   | 1:43.8   | 石崎隆之   | 柘榴喜八郎   | 志賀泰吉                             |
| 第38回 | 1987年12月29日 | 1600m | リユウコウキング   | 牡2  | 川崎   | 1:43.2   | 本間茂     | 鳥飼元脩     | 池田徳七                             |
| 第39回 | 1988年12月21日 | 1600m | ミルユージ         | 牡2  | 船橋   | 1:44.7   | 桑島孝春   | 米山仲司     | 藤代由太郎                           |
| 第40回 | 1989年12月28日 | 1600m | ハセノトライアン   | 牡2  | 船橋   | 1:43.9   | 石崎隆之   | 出川己代造   | 長谷川文夫                           |
| 第41回 | 1990年12月29日 | 1600m | ユウユウサンボーイ | 牡2  | 川崎   | 1:42.7   | 森下博     | 八木弘       | 澤井唯一                             |
| 第42回 | 1991年12月26日 | 1600m | ヤマニンロード     | 牡2  | 川崎   | 1:42.3   | 石崎隆之   | 長谷川蓮太郎 | 安西善作                             |
| 第43回 | 1992年12月22日 | 1600m | キタサンテイオー   | 牡2  | 船橋   | 1:42.0   | 石崎隆之   | 川島正行     | （有）大野商事                       |
| 第44回 | 1993年12月27日 | 1600m | キタノジライ       | 牡2  | 北海道 | 1:43.2   | 大城剛     | 中村光春     | 吉田秀夫                             |
| 第45回 | 1994年12月29日 | 1600m | ヒカリルーファス   | 牡2  | 浦和   | 1:42.1   | 佐々木竹見 | 牛房榮吉     | 原口常雄                             |
| 第46回 | 1995年12月27日 | 1600m | ホウシュウサルーン | 牡2  | 川崎   | 1:44.1   | 石崎隆之   | 八木仁       | 共慶商事（株）                       |
| 第47回 | 1996年12月18日 | 1600m | オグリダンディ     | 牡2  | 大井   | 1:42.3   | 佐宗応和   | 菅原秀雄     | 小栗孝一                             |
| 第48回 | 1997年12月29日 | 1600m | アグネスワールド   | 牡2  | JRA    | 1:41.7   | 武豊       | 森秀行       | 渡辺孝男、吉田照哉                   |
| 第49回 | 1998年12月29日 | 1600m | アドマイヤマンボ   | 牡2  | JRA    | 1:43.3   | 田中勝春   | 橋田満       | 近藤利一                             |
| 第50回 | 1999年12月23日 | 1600m | アグネスデジタル   | 牡2  | JRA    | 1:41.1   | 的場均     | 白井寿昭     | 渡辺孝男                             |
| 第51回 | 2000年12月13日 | 1600m | トーシンブリザード | 牡2  | 船橋   | 1:42.6   | 石崎隆之   | 佐藤賢二     | 稲垣博信                             |
| 第52回 | 2001年12月25日 | 1600m | プリンシパルリバー | 牡2  | 北海道 | 1:42.5   | 五十嵐冬樹 | 成田春男     | 吉田照哉                             |
| 第53回 | 2002年12月25日 | 1600m | ユートピア         | 牡2  | JRA    | 1:42.4   | 河内洋     | 橋口弘次郎   | 金子真人                             |
| 第54回 | 2003年12月17日 | 1600m | アドマイヤホープ   | 牡2  | JRA    | 1:42.8   | 武豊       | 橋田満       | 近藤利一                             |
| 第55回 | 2004年12月22日 | 1600m | プライドキム       | 牡2  | JRA    | 1:40.6   | 池添謙一   | 池添兼雄     | 深見富朗                             |
| 第56回 | 2005年12月21日 | 1600m | グレイスティアラ   | 牝2  | JRA    | 1:42.3   | 田中勝春   | 手塚貴久     | （有）下河辺牧場                     |
| 第57回 | 2006年12月13日 | 1600m | フリオーソ         | 牡2  | 船橋   | 1:41.8   | 内田博幸   | 川島正行     | ダーレー・ジャパン・レーシング（有） |
| 第58回 | 2007年12月19日 | 1600m | イイデケンシン     | 牡2  | JRA    | 1:41.8   | 藤田伸二   | 昆貢         | （株）アールエスエーカントリ         |
| 第59回 | 2008年12月17日 | 1600m | スーニ             | 牡2  | JRA    | 1:40.5   | 内田博幸   | 吉田直弘     | 吉田和美                             |
| 第60回 | 2009年12月16日 | 1600m | ラブミーチャン     | 牝2  | 笠松   | 1:40.0   | 濱口楠彦   | 柳江仁       | 小林祥晃                             |
| 第61回 | 2010年12月15日 | 1600m | ビッグロマンス     | 牡2  | JRA    | 1:41.2   | 田中勝春   | 河野通文     | 西村専次                             |
| 第62回 | 2011年12月14日 | 1600m | オーブルチェフ     | 牡2  | JRA    | 1:41.6   | 中舘英二   | 萩原清       | 前田幸治                             |
| 第63回 | 2012年12月19日 | 1600m | サマリーズ         | 牝2  | JRA    | 1:41.9   | 藤岡佑介   | 藤岡健一     | ハヤー・ビント・アル=フセイン        |
| 第64回 | 2013年12月18日 | 1600m | ハッピースプリント | 牡2  | 北海道 | 1:40.4   | 宮崎光行   | 田中淳司     | （有）辻牧場                         |
| 第65回 | 2014年12月17日 | 1600m | ディアドムス       | 牡2  | JRA    | 1:45.3   | 三浦皇成   | 高橋裕       | ディアレスト                         |
| 第66回 | 2015年12月16日 | 1600m | サウンドスカイ     | 牡2  | JRA    | 1:43.1   | 戸崎圭太   | 佐藤正雄     | 増田雄一                             |
| 第67回 | 2016年12月14日 | 1600m | リエノテソーロ     | 牝2  | JRA    | 1:42.8   | 吉田隼人   | 武井亮       | 了徳寺健二                           |
| 第68回 | 2017年12月13日 | 1600m | ルヴァンスレーヴ   | 牡2  | JRA    | 1:41.6   | M.デムーロ | 萩原清       | （株）G1レーシング                   |
| 第69回 | 2018年12月19日 | 1600m | ノーヴァレンダ     | 牡2  | JRA    | 1:42.6   | 北村友一   | 斉藤崇史     | （有）キャロットファーム             |
| 第70回 | 2019年12月18日 | 1600m | ヴァケーション     | 牡2  | 川崎   | 1:41.9   | 吉原寛人   | 高月賢一     | 大岸昌浩                             |
| 第71回 | 2020年12月16日 | 1600m | アランバローズ     | 牡2  | 船橋   | 1:40.7   | 左海誠二   | 林正人       | 猪熊広次                             |
| 第72回 | 2021年12月15日 | 1600m | ドライスタウト     | 牡2  | JRA    | 1:39.2   | 戸崎圭太   | 牧浦充徳     | （株）YGGホースクラブ                |
| 第73回 | 2022年12月14日 | 1600m | デルマソトガケ     | 牡2  | JRA    | 1:43.3   | 松若風馬   | 音無秀孝     | 浅沼廣幸                             |
| 第74回 | 2023年12月13日 | 1600m | フォーエバーヤング | 牡2  | JRA    | 1:43.5   | 坂井瑠星   | 矢作芳人     | 藤田晋                               |
| 第75回 | 2024年12月11日 | 1600m | ミリアッドラヴ     | 牝2  | JRA    | 1:42.4   | 西村淳也   | 新谷功一     | 白石明日香                           |